# Curtiss Jenny kopstaand

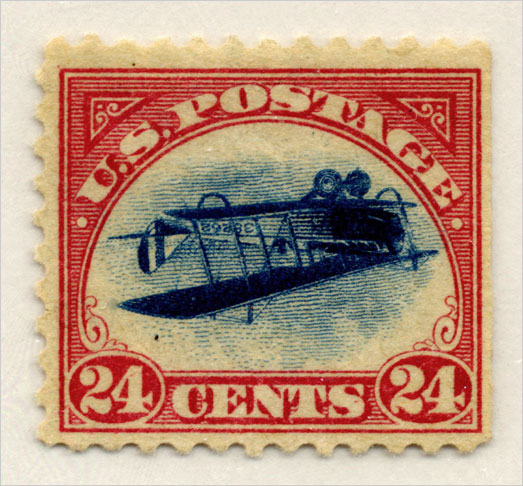
Curtiss Jenny kopstaand — het exemplaar in de collectie van het National Postal Museum in Washington

De Curtiss Jenny kopstaand ook bekend als Inverted Jenny is een Amerikaanse luchtpostzegel uit 1918, met een kopstaande dubbeldekker Curtiss JN-4.

## Achtergrond van de emissie
Na een paar experimentele vluchten zou de U.S. Post Office op 15 mei 1918 een reguliere luchtpostverbinding openen tussen Washington, Philadelphia en New York. Voor het hoge tarief van 24 dollarcent zou een luchtpostzegel worden gedrukt in de (nationale) kleuren rood en blauw met een afbeelding van de dubbeldekker Curtiss Jenny, een vliegtuig dat toen voor luchtpostvervoer werd gebruikt.
Het ontwerp en het drukken van de postzegel gebeurde in grote haast. De graveur kon op 4 mei beginnen; het drukken begon op vrijdag 10 mei; de eerste aflevering aan de posterijen was op 13 mei.

## De misdruk
Het is de bekendste en wellicht de duurste Amerikaanse misdruk die er bestaat. Er werd slechts één vel op het postkantoor verkocht (de drukker heeft drie vellen als drukuitschot vernietigd). De verzamelaar W.T. Robey was de gelukkige: hij zag de fout aan het loket en kocht een heel vel van 100 zegels. Een week later verkocht hij het vel voor 15.000 dollar aan Eugene Klein, een handelaar in Philadelphia, die het meteen doorverkocht aan H.R. Green. Deze heeft blokken en losse zegels uit het vel gescheurd en verkocht.
In 2007 werd de Inverted Jenny tweemaal bij Siegel geveild, voor respectievelijk 977.500 en 825.000 dollar. In 2005 werd een blok van vier zegels met plaatnummer geveild voor $2.970.000. De koper, Bill Gross heeft dit blok vervolgens met Donald Sundman van Mystic Stamp Collection geruild tegen de Benjamin Franklin 1c Z-grill; hiermee maakte Gross zijn verzameling 19e eeuw van de Verenigde Staten compleet.
Audrey Hepburn-postzegel · Baden 9 kreuzer kleurfout blauwgroen · Bazeler duif · Benjamin Franklin 1c Z-grill · British Guiana 1c magenta · Curtiss Jenny kopstaand · Gele dom · HMS Glasgow foutdruk · Omgekeerde Dendermonde · Penny Black · Post Office Mauritius · Rode Mercurius · Sachsendreier · Schwarzer Einser · Tre skilling banco geel